# I giardini dell'Eden
Pour plus de détails, voir Fiche technique et Distribution.
I giardini dell'Eden est un film d'aventures italien réalisé par Alessandro D'Alatri et sorti en 1998.

## Synopsis
Les années de l'apprentissage de Jésus, ou Josué, de l'âge de douze ans à trente ans. À douze ans, Josué est emmené par ses parents au temple de Jérusalem où il parle aux prêtres. En grandissant, il devient charpentier, voit son père Joseph mourir et décide ensuite de voyager. Il arrive à Jérusalem et entre en contact avec des zélotes qui organisent une révolte contre les Romains, mais il repart et rejoint une caravane de marchands païens qui se rendent dans les régions les plus éloignées de l'empire romain. Il entre ainsi en contact avec des coutumes et des religions différentes, et avec toutes sortes de personnes.
Après avoir affronté le désert, il entre dans la communauté des Esséniens près de Qumrân, mais décide ensuite de la quitter. Après avoir été baptisé par son cousin Jochannan, ou Jean le Baptiste, il est tenté par le diable contre lequel il lutte. Il retourne ensuite en Galilée et commence à rassembler les premiers disciples, décidant d'aller dans les rues d'Israël pour annoncer le message d'amour et de fraternité entre les hommes.

## Fiche technique
- Titre original : I giardini dell'Eden[1],[2]
- Réalisation : Alessandro D'Alatri
- Scénario : Alessandro D'Alatri, Miro Silvera (it)
- Photographie : Federico Masiero
- Montage : Cecilia Zanuso (it)
- Musique : Pivio et Aldo De Scalzi
- Décors : Luca Merlini
- Sociétés de production : Medusa Film
- Pays de production :  Italie
- Langue originale : italien
- Format : couleurs - Son Dolby Digital
- Genre : film d'aventures
- Durée : 95 minutes
- Dates de sortie : 
  - Italie : 6 septembre 1998 (Mostra de Venise 1998)

## Distribution
- Kim Rossi Stuart : Jésus
- Saïd Taghmaoui : Aziz
- Boris Terral : Jean le Baptiste
- Kassandra Voyagis : Marie
- Renzo Stacchi : centurion
- Massimo Ghini : officier romain
- Asher Cohen : L'enfant de Jésus
- Omar Chenbod : Joseph
- Jovanotti (sous le nom de « Lorenzo Cherubini ») : David
- Rafik Aboubzker : Boas
- Saturnino (it) : Essénien